# Carex eriophylla
Carex eriophylla är en halvgräsart som först beskrevs av Georg Kükenthal, och fick sitt nu gällande namn av Vladimir Leontjevitj Komarov. Carex eriophylla ingår i släktet starrar, och familjen halvgräs. Inga underarter finns listade i Catalogue of Life.